# Huile végétale (combustible)
L'huile végétale est le combustible utilisé pour l'éclairage domestique au moyen des lampes à huile.